# François Bonhomme
Ne doit pas être confondu avec Ignace-François Bonhommé.
François Bonhomme, né le 5 mai 1969, est un homme politique français. Il est maire de Caussade de 2008 à 2016 et est sénateur de Tarn-et-Garonne depuis 2014.

## Biographie
François Bonhomme est le fils de Jean Bonhomme, ancien maire de Caussade, député de Tarn-et-Garonne et conseiller général du canton de Caussade.
Il est diplômé de l'Institut d'études politiques de Toulouse (promo 1990).

## Parcours politique

### Conseiller général et maire
De 1998 à 2011, François Bonhomme est conseiller général du canton de Caussade. Élu en 1998[réf. souhaitée] face au conseiller général sortant, le sénateur PRG Yvon Collin, réélu en 2004, il est battu en 2011 par Jacques Tabarly, maire PRG de Septfonds.
Il est élu maire de Caussade en 2008, réélu en 2014. Il est aussi le président de la Communauté de communes du Quercy caussadais[Quand ?].

### Sénateur
Lors des élections sénatoriales de 2014, il devient sénateur de Tarn-et-Garonne. Il est élu au second tour face au sénateur sortant et président du Conseil général Jean-Michel Baylet. L'autre sénateur sortant, Yvon Collin, est élu dès le premier tour.
En juin 2016, il démissionne de son mandat de maire de Caussade et démissionne aussi de celui de président de la communauté de communes du Quercy Caussadais en novembre 2017 afin de respecter la loi de non-cumul des mandats.
Candidat aux élections départementales dans le canton d'Aveyron-Lère, il est battu au second tour par le binôme de la députée socialiste Valérie Rabault.
Le 4 octobre il est proposé par le groupe Les Républicains pour occuper le poste de secrétaire du Sénat.

## Mandats électifs
- 1998 à 2011 : conseiller général du canton de Caussade (réélu en 2004)
- depuis 2001 : conseiller municipal de Caussade (réélu en 2008, 2014 et 2020)
- 2008 à 2016 : maire de Caussade (réélu en 2014)
- depuis 2014 : sénateur de Tarn-et-Garonne (réélu en 2020)
  - depuis 2023 : secrétaire du Sénat

## Anecdotes
François Bonhomme, en sa qualité de conseiller général de Tarn-et-Garonne, est à l'origine de la création, par l'assemblée la plus solennelle du Conseil d'Etat (l'assemblée du contentieux), d'un nouveau recours en contestation de la validité d'un contrat administratif (recours dit "Tarn-et-Garonne").
Ce recours, de plein contentieux, met fin à la possibilité pour les tiers de contester un acte détachable du contrat administratif par la voie du recours pour excès de pouvoir, comme l'avait consacré la vénérable jurisprudence Martin de 1905.